# Agathosma dentata
Agathosma dentata är en vinruteväxtart som beskrevs av Neville Stuart Pillans. Agathosma dentata ingår i släktet Agathosma och familjen vinruteväxter. Inga underarter finns listade i Catalogue of Life.